# Hiseville (Kentucky)
Hiseville es un lugar designado por el censo ubicado en el condado de Barren en el estado estadounidense de Kentucky. En el Censo de 2010 tenía una población de 240 habitantes y una densidad poblacional de 125,22 personas por km².

## Geografía
Hiseville se encuentra ubicado en las coordenadas 37°6′0″N 85°48′56″O / 37.10000, -85.81556. Según la Oficina del Censo de los Estados Unidos, Hiseville tiene una superficie total de 1.92 km², de la cual 1.89 km² corresponden a tierra firme y (1.35%) 0.03 km² es agua.

## Demografía
Según el censo de 2010, había 240 personas residiendo en Hiseville. La densidad de población era de 125,22 hab./km². De los 240 habitantes, Hiseville estaba compuesto por el 93.75% blancos, el 0.83% eran afroamericanos, el 0% eran amerindios, el 0% eran asiáticos, el 0% eran isleños del Pacífico, el 4.17% eran de otras razas y el 1.25% pertenecían a dos o más razas. Del total de la población el 5% eran hispanos o latinos de cualquier raza.